# Santos Rivera
Santos Noel Rivera Ayala (né le 8 avril 1974 à San Luis de la Reina au Salvador) est un footballeur international salvadorien, qui évoluait au poste de gardien de but.

## Biographie

### Carrière en sélection
Avec l'équipe du Salvador, il joue 21 matchs (pour aucun but inscrit) entre 1995 et 2005. 
Il figure dans le groupe des sélectionnés lors des Gold Cup de 1998 et de 2002. Il atteint les quarts de finale de la compétition en 2002.
Il joue également sept matchs comptant pour les tours préliminaires de la coupe du monde, lors des éditions 2002 et 2006.

## Palmarès
CD FAS
- Championnat du Salvador :
  - Vice-champion : 2006 (Clôture) et 2006 (Ouverture).